# El derecho a reparar
El derecho a reparar es un derecho de los propietarios de dispositivos y equipamiento para modificar y reparar con libertad productos tales como automóviles, aparatos electrónicos y equipamiento agrícola. El derecho a reparar también puede aludir al movimiento social ciudadano que ejerce presión sobre sus respectivos gobiernos para la adopción de leyes que protejan el derecho a reparar.
Algunos obstáculos usuales para la reparación son, por ejemplo, la exigencia de utilizar de forma exclusiva los servicios de mantenimiento del fabricante, las restricciones de acceso a herramientas y componentes, así como las barreras relacionadas con el software.
Los defensores de este derecho destacan sus ventajas en términos de asequibilidad, sostenibilidad y disponibilidad de suministros críticos en tiempos de crisis.

## Impactos
Aunque en un principio fue impulsado principalmente por las agencias de protección al consumidor y por la industria de servicios posventa automotriz, el debate sobre el establecimiento de un derecho a reparar no solo  vehículos, sino cualquier tipo de producto electrónico cobró fuerza a medida que los productos electrónicos de consumo, como teléfonos inteligentes y computadoras, estuvieron disponibles universalmente, situación que provocó que los productos electrónicos dañados y usados pasaran a constituir el flujo de residuos de más rápido crecimiento. Al día de hoy, se calcula que más de la mitad de la población del mundo occidental tiene uno o varios aparatos electrónicos usados o dañados en casa que no logran introducirse de nuevo en el mercado al no poder repararse a un precio asequible.
Además de los bienes de consumo, el acceso a la reparación de equipamiento de salud llegó a las noticias al comienzo de la pandemia de COVID-19 en 2020, cuando los hospitales experimentaron dificultades para realizar el mantenimiento de algunos equipamientos médicos críticos de alta demanda, en especial de ventiladores.
Asimismo, se le reconoce a la pandemia el haber contribuido al desarrollo del movimiento por el derecho a reparar, ya que muchos talleres de reparación se vieron obligados a cerrar. The Economist cita la expectativa que los propietarios de los productos tienen respecto a la posibilidad de repararlos, visto como un sentido de justicia moral o un derecho de propiedad. Aquellos que luchan contra la obsolescencia programada destacan los casos en los que los costes de reparación superan a los de sustitución debido al monopolio que las empresas que crearon dicho producto han mantenido en relación con su reparación, lo que ha incrementado los precios.

## Definición
El derecho a reparar alude al concepto de permitir a los usuarios finales de dispositivos técnicos, electrónicos o automotrices reparar con libertad dichos productos. Entre los aspectos notables de un producto están:
1. El dispositivo debe estar construido y diseñado de forma que facilite su reparación.
2. Los usuarios finales y los proveedores de reparaciones independientes deben poder tener acceso a piezas de repuesto originales y a las herramientas necesarias (tanto informáticas como físicas) en condiciones justas de mercado.
3. Las reparaciones deben ser posibles por diseño y no deben verse obstaculizadas por programaciones de software.
4. El fabricante debe informar con claridad acerca de la reparabilidad de un dispositivo.

Algunas de las metas del derecho a reparar son fomentar la reparación en contraposición a la sustitución y lograr que las reparaciones sean más asequibles, de modo que se genere una economía más sostenible y se reduzcan los residuos electrónicos.

### Diseño de fácil reparación
El uso de pegamento o tornillos patentados dificulta las reparaciones. Por norma general, las piezas y accesorios patentados pueden dificultar la reparación de los productos, como ocurre con los puertos de carga y adaptadores "lightning" de Apple, cuya reparación requiere un procedimiento no estandarizado, lo que ha llevado a la Unión Europea a estandarizar los puertos de carga de los dispositivos pequeños y exigir que todos los dispositivos utilicen USB-C.

### Piezas de repuesto y herramientas accesibles
Las piezas y herramientas necesarias para reparar un producto deben estar al alcance de todos, incluso de los consumidores.

### Software
El emparejamiento de piezas consiste en la práctica de que una empresa no permita el intercambio de piezas sin una contraseña que ella misma proporciona a determinados técnicos. Entre los fabricantes son cada vez más populares las nuevas formas de bloquear dispositivos, como el emparejamiento de piezas (los componentes de un dispositivo están serializados y no pueden intercambiarse con otros), así como la gestión de derechos digitales. El uso de piezas autorizadas puede aumentar el precio de la reparación, lo que hace que muchos consumidores aceleren su ciclo de renovación a un nuevo dispositivo.
Además del acceso a actualizaciones de software, igualmente se menciona como objetivo prioritario la posibilidad de instalar software de origen externo, lo que permitiría, a modo de ejemplo, ir adaptando algunos dispositivos con el paso del tiempo.

### Transparencia
Los manuales y esquemas de diseño deben ser de libre acceso y servir para que los consumidores sepan cómo reparar sus dispositivos.
| Aspecto de reparabilidad                                                | Objeto | Jurisdicción  |
| ----------------------------------------------------------------------- | ------ | ------------- |
| Índices de reparabilidad                                                |        | Francia       |
| Piezas estandarizadas                                                   | USB-C  | Unión Europea |
| Emparejamiento de piezas                                                |        | Oregón        |
| Software de terceros permitido                                          |        |               |
| Soporte de actualización de software                                    |        |               |
| Venta de piezas de repuesto                                             |        |               |
| Facilidad de acceso a las herramientas necesarias para las reparaciones |        |               |
| Manuales y esquemas de diseño disponibles gratuitamente                 |        |               |

## Historia

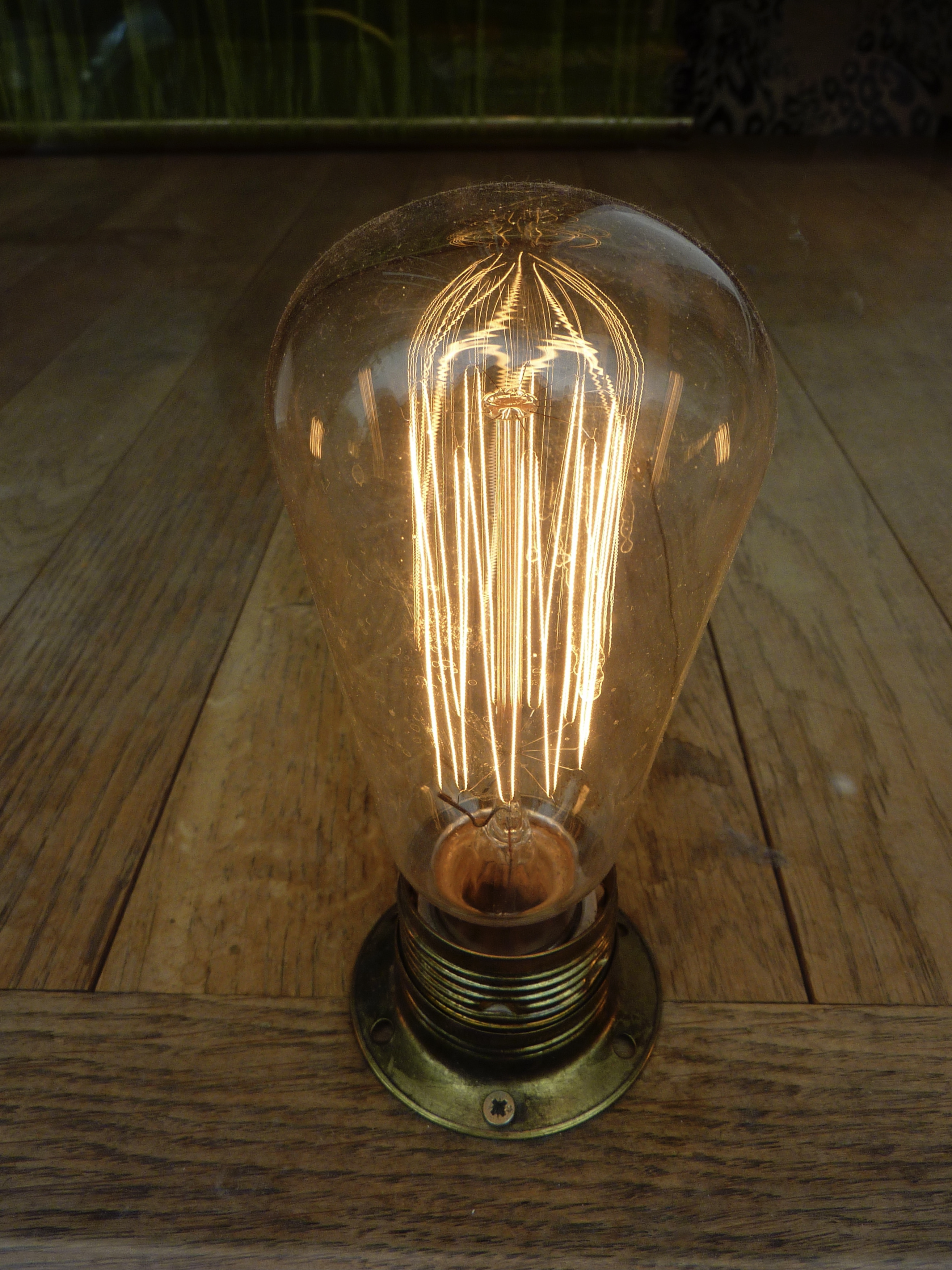
El cartel Phoebus es uno de los ejemplos pioneros de obsolescencia programada para aumentar la rentabilidad.

La estrategia de modificar de forma continua un producto para crear una demanda permanente para la generación más reciente fue aplicada a gran escala por Alfred P. Sloan, ejecutivo de General Motors. GM superó a Ford como el constructor más grande de automóviles en Estados Unidos, y la obsolescencia programada con versiones anuales de un producto se generalizó a todos los sectores de la economía estadounidense, hasta llegar a ser adoptada por Ford en 1933.
La industria automotriz se situó a la vanguardia en la instauración del concepto de la reparación certificada. A partir de la década de 1910, Ford estableció concesionarios y redes de servicio certificados para promover las piezas fabricadas por Ford en lugar de los talleres independientes o, a menudo, las piezas posventa. Ford también presionó para lograr precios estandarizados entre los talleres de reparación certificados, lo que vuelve obligatorias las tarifas fijas incluso para diferentes reparaciones; esta combinación de renovaciones anuales de modelos de automóviles y de componentes hizo más difícil que los talleres independientes mantuvieran un inventario de las piezas.
Algunas resoluciones judiciales han exigido que los productos que cuenten con componentes reparados o reacondicionados se etiqueten como “usados”.
En 1947, un empresario reacondicionaba bujías viejas para revenderlas. Sin embargo, las revendía bajo una marca registrada. Esto dio lugar a una demanda que sentó las bases para una legislación que otorgaría el derecho a revender artículos reparados o reacondicionados, siempre y cuando estuvieran etiquetados correctamente.
El caso [./Https://supreme.justia.com/cases/federal/us/331/125/ Champion Spark Plug Company contra Sanders] sentó las bases de las directrices de la Comisión Federal de Comercio (FTC por sus siglas en inglés) en virtud de las cuales se concede un derecho ilimitado a revender artículos reparados o reacondicionados siempre que estén etiquetados debidamente. La sentencia también estableció el marco para las directrices sobre marcas registradas relativas a la reventa de productos usados bajo una marca homónima.
Las [./Https://www.ecfr.gov/current/title-16/chapter-I/subchapter-B/part-20%3Ftoc=1 directrices de la Comisión Federal de Comercio (FTC) Título 16, Capítulo I, Subcapítulo B, Parte 20], orientan y regulan el etiquetado de artículos que han sido “reconstruidos”, “restaurados” o “refabricados” con el fin de evitar la competencia desleal en la venta de componentes en la industria automotriz. Por lo tanto, esta directriz permitió a los negocios la posibilidad de reparar aparatos para revenderlos después.
Algunos fabricantes optaron por diseños más fáciles de reparar. Apple, que ascendió rápidamente para convertirse en uno de los mayores fabricantes de computadoras, vendió los primeros equipos con descripciones de las placas de circuitos, con componentes fáciles de reemplazar e instrucciones claras para su reparación.
El derecho de autor relativo al código fuente de los softwares también se convirtió en un frente en la restricción de la reparabilidad. En Estados Unidos, la Ley de Derechos de Autor en la Era Digital (Digital Millennium Copyright Act) de 1998 prohíbe las reparaciones a menos que se otorgue una excepción y se ha utilizado para impedir las reparaciones a medida que el software se hacía más común en diversos dispositivos y aparatos.
Para prevenir la recarga de cartuchos de tinta vacíos, los fabricantes comenzaron a instalar microchips que contabilizaban los niveles de llenado y el uso, lo que dificultaba o imposibilitaba la recarga. En 2017, la Suprema Corte confirmó que la reventa y el reacondicionamiento de productos era legal en el caso Impression Prods, Inc. contra Lexmark Int'l, Inc. En 2022, persisten las quejas sobre la longevidad y reparabilidad de las impresoras.

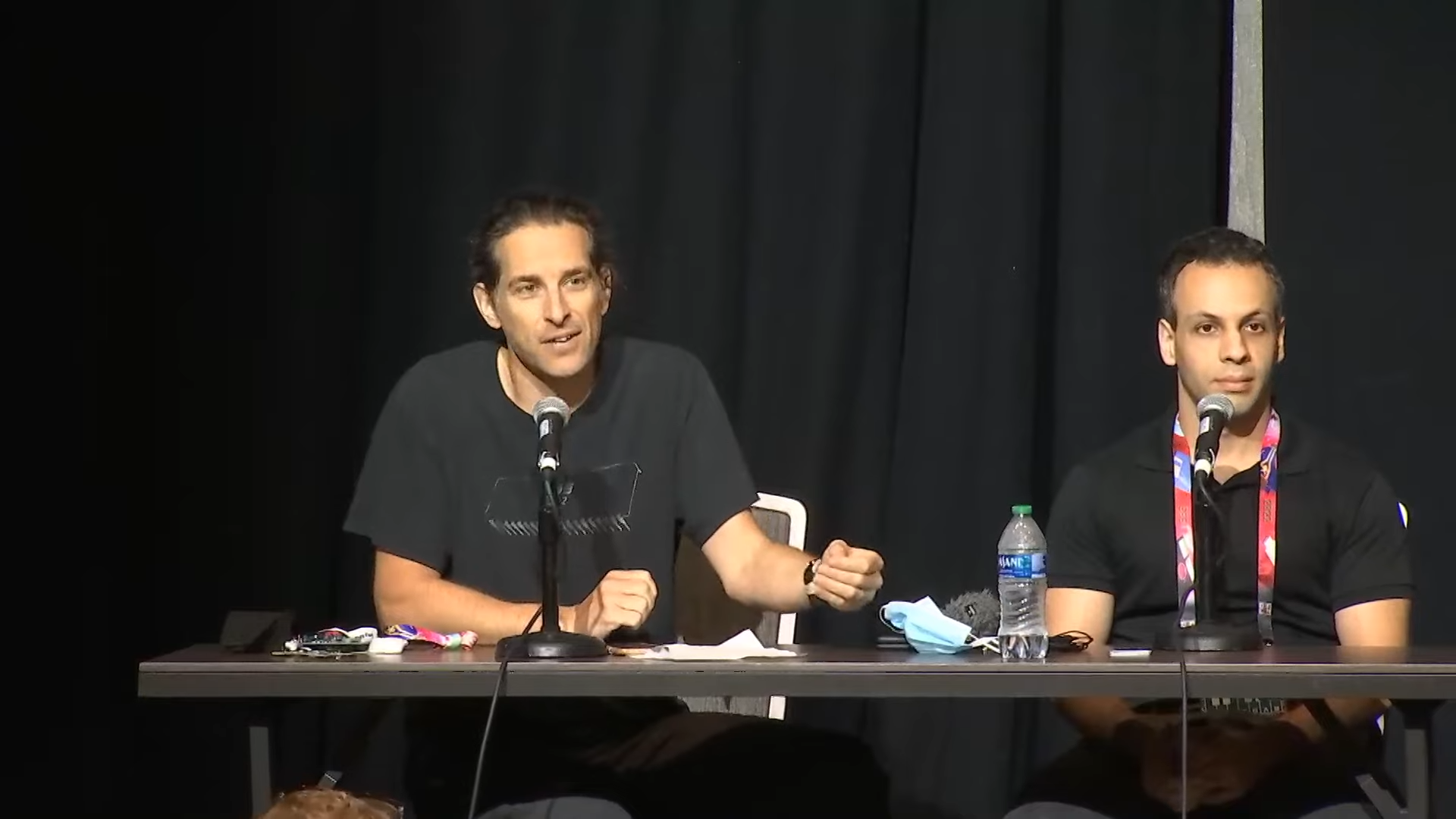
Activistas a favor del derecho a reparar en una conferencia

A principios de la década de 2000, la industria automotriz logró frustrar la primera propuesta de ley sobre el derecho a reparar en el sector automotriz. En 2001, el Grupo de Trabajo Nacional de Servicio Automotriz (The National Automotive Service Task Force por sus siglas en inglés), una organización respaldada por la industria automotriz, creó un directorio en línea para acceder a la información y a las herramientas de los fabricantes. Según un estudio realizado por el Grupo Terrance, alrededor del 59% de los servicios de reparación independientes seguían teniendo dificultades para acceder a las herramientas de diagnóstico y a las piezas de los fabricantes. La proporción de componentes electrónicos en la lista total de materiales para un automóvil también aumentó del 5% en la década de 1970 a más del 22% en 2000. La creciente hibridación de automóviles trajo consigo la necesidad de herramientas especiales que los fabricantes ofrecían exclusivamente a los servicios de reparación autorizados.
La tendencia hacia la instauración del derecho a reparar en la industria automotriz y otros sectores cobró fuerza con más propuestas legislativas y decisiones judiciales. Aunque inicialmente fue impulsada por las agencias de protección de los consumidores y la industria de servicios posventa automotriz, el debate sobre la instauración de un derecho a reparar cualquier tipo de dispositivo producido industrialmente fue ganando fuerza a medida que se generalizaba el uso de dispositivos electrónicos de consumo como teléfonos inteligentes y computadoras, así como la integración de sistemas informáticos avanzados en equipos agrícolas. El movimiento también fue respaldado por activistas contra el cambio climático con el objetivo de reducir los desechos electrónicos.
| Año  | Evento | Descripción | Notas |
| ---- | --- | --- | --- |
| 2012 | Se aprueba en Massachusetts el derecho a reparar automóviles | Exige a los fabricantes que proporcionen a los propietarios de vehículos y a los talleres de reparación independientes acceso a la misma información de diagnóstico y reparación que los concesionarios y talleres de reparación autorizados.                          | Primera ley estadounidense sobre el derecho a reparar automóviles. |
| 2014 | Se aprueba en EE. UU. un proyecto de ley que permite el desbloqueo de teléfonos.                                                                                    | Permite a los consumidores desbloquear sus móviles para llevárselos al operador que mejor se adapte a sus necesidades. | Obliga a los operadores de telefonía móvil a desbloquear los teléfonos móviles |
| 2015 | La Biblioteca del Congreso de Estados Unidos se pronuncia a favor de la exención de la Ley de Derechos de Autor en la Era Digital relacionada con las reparaciones. | Muchas protecciones para los dispositivos de consumo que dependen de software protegido por derechos de autor para funcionar. | Exención de la ley DMCA sobre la elusión de la protección de copias para reparaciones. |
| 2021 | Francia crea un índice de reparabilidad. | Clasificación del 1 al 10 que indica el grado de reparabilidad de un dispositivo. | Primer gobierno en hacerlo, según el modelo de puntuación de iFixit. |
| 2021 | Entra en vigor en el Reino Unido la ley sobre el derecho a reparar.                                                                                                 | Exige que los fabricantes faciliten información sobre reparaciones y piezas de recambio disponibles para reparaciones durante un máximo de diez años para determinados electrodomésticos y televisores nuevos.                                                         | Se exige a los fabricantes de aparatos electrónicos que proporcionen a los consumidores piezas de repuesto para reparaciones “sencillas y seguras” y que pongan las piezas complejas a disposición de los talleres de reparación. |
| 2022 | Nueva York promulga la Ley de Reparación Digital Justa ([./Https://en.wikipedia.org/wiki/Digital_Fair_Repair_Act Digital Fair Repair Act])                          | Exige a los fabricantes de equipos originales que pongan a disposición de los proveedores independientes de servicios de reparación y de los consumidores información sobre diagnóstico y reparación de piezas y equipos electrónicos digitales.                       | Primer estado de EE. UU. en promulgar una ley sobre el derecho a reparar productos electrónicos de consumo. |
| 2023 | Colorado promulga la Consumer Right to Repair Agricultural Equipment Act (Ley sobre el derecho de los consumidores a reparar equipos agrícolas).                    | Exige a los fabricantes de equipos agrícolas que proporcionen a los propietarios o a los proveedores independientes de reparaciones los recursos y la información necesarios para reparar sus equipos.                                                                 | Primer estado de EE. UU. En promulgar una ley sobre el derecho a reparar maquinaria agrícola |
| 2023 | Se aprueba la ley en Minnesota. | Exige a los fabricantes de determinados productos electrónicos que pongan a disposición de los proveedores independientes de servicios de reparación y de los consumidores documentación, piezas y herramientas para el diagnóstico, el mantenimiento o la reparación. | Primera ley sobre el derecho a reparar electrodomésticos: la revista The Verge la calificó como “innovadora”. |
| 2023 | California promulga la ley de derecho a reparar. | Exige que los fabricantes de productos electrónicos o electrodomésticos faciliten documentación, piezas y herramientas a los propietarios, instalaciones de servicio y reparación y distribuidores de servicios para el diagnóstico y la reparación.                   | Engadget considera que esta ley servirá de modelo para futuras leyes federales. |
| 2024 | La Unión Europea aprueba una serie de normas sobre el derecho a reparar.                                                                                            | Su objetivo es facilitar y abaratar la reparación de los bienes de los consumidores. | Las normas aún no son definitivas, ya que deben ser adoptadas por los Estados miembros y aprobadas por el Consejo. Su objetivo es incentivar la reparación en lugar de la sustitución de los dispositivos de consumo.             |
| 2024 | Oregón prohíbe el emparejamiento de piezas a partir de 2025. | Prohíbe una práctica conocida como "emparejamiento de piezas", que puede utilizarse para impedir que los consumidores instalen determinadas piezas. | Primera ley en hacerlo según WIRED. |
| 2024 | Colorado aprueba el derecho del consumidor a reparar equipos electrónicos digitales.                                                                                | Amplía el ámbito de aplicación de los estatutos del derecho a reparar para incluir los equipos electrónicos digitales fabricados y vendidos o utilizados por primera vez en Colorado a partir del 1° de julio de 2021.                                                 | [./Https://pir_g.org/media-center/statement-colorado-lawmakers-approve-broad-_nation-leading-right-to-repair-law/ “... la ley de derecho a reparar más completa del país"]                                                        |

La primera aplicación exitosa del derecho a reparar se produjo cuando Massachusetts aprobó en 2012 la primera ley de Estados Unidos sobre el derecho a reparar para el sector automotriz, la cual obligaba a los fabricantes de automóviles a vender directamente a los consumidores o a mecánicos independientes los mismos materiales de servicio y diagnóstico que solían ofrecer de manera exclusiva a sus concesionarios. En consecuencia, las principales asociaciones comerciales del sector automotriz firmaron un memorándum de entendimiento en enero de 2014 utilizando la ley de Massachusetts como base de su acuerdo para los 50 estados del país a partir del año automotriz 2018.
Algunas empresas como Apple, John Deere y AT&T han cabildeado en contra de los proyectos de ley sobre el derecho a reparar y, según Time, han formado una serie de "extrañas parejas" entre el sector de la alta tecnología y el de la agricultura en ambos lados de la cuestión. La industria de la tecnología ha cabildeado en contra de dichas propuestas por medio de grupos como TechNet y la Entertainment Software Association (ESA). La Declaración de Principios de 2018 emitida por la Association of Equipment Manufacturers (AEM) y por sus homólogos en el sector de los concesionarios, la Equipment Dealers Association, se convirtió en objeto de una reacción adversa en medios de comunicación cuando en enero de 2021 los recursos prometidos para llevar a cabo reparaciones completas no se habían puesto a disposición de forma visible.
A finales de 2017, usuarios de modelos antiguos de iPhone encontraron evidencias de que las actualizaciones más recientes del sistema operativo iOS estaban ralentizando el rendimiento de los mismos. Esto dio pie a acusaciones de que Apple estaba saboteando el rendimiento de los iPhones antiguos para forzar a los clientes a comprar nuevos modelos con mayor frecuencia. Apple negó esta supuesta intención, al afirmar que el objetivo del software era evitar sobrecargar las viejas baterías de iones de litio, que se hubieran podido degradar con el tiempo y evitar así paros inesperados del teléfono. Asimismo, Apple permitió a los usuarios desactivar dicha función mediante una actualización de iOS, aunque desaconsejó hacerlo. Adicionalmente, Apple permitió a los usuarios de los iPhone afectados acceder a un servicio para sustituir las baterías de sus teléfonos a un precio reducido (29 dólares en lugar de 79 dólares) durante los seis meses subsecuentes. Sin embargo, el movimiento "derecho a reparar" alegó que la mejor solución sería que Apple le permitiera a los consumidores comprar baterías de un tercero y que estos dispusieran de las instrucciones para sustituirla a un menor costo.
En abril de 2018, la Comisión Federal de Comercio envió un oficio a seis fabricantes de automóviles, de productos electrónicos de consumo y de consolas de videojuegos, que más tarde se revelaría a través de una solicitud de la Ley de Libertad de Información (Freedom of Information Act) se trataba de Hyundai, Asus, HTC, Microsoft, Sony y Nintendo, en el que señalaba que sus prácticas de garantía podrían contravenir la Ley de Garantía Magnuson-Moss. La FTC señaló específicamente que podría suponer una práctica engañosa el informar a los consumidores que las garantías se anularían en caso de romper una calcomanía o sello de garantía del embalaje de la unidad, de utilizar piezas de repuesto de terceros o de recurrir a servicios de reparación de terceros, ya que estas condiciones solo serían válidas si el fabricante proporcionara gratuitamente el servicio de garantía o las piezas de repuesto. Tanto Sony como Nintendo actualizaron sus declaraciones de garantía a raíz de este escrito.
En abril de 2018, el Public Interest Research Group de Estados Unidos emitió una declaración en defensa de Eric Lundgren en relación con su sentencia por crear “discos de restauración” para prolongar la vida útil de los ordenadores.
En 2018, la exención para efectuar modificaciones de software en "vehículos de motor terrestres" se expandió a fin de permitir a los propietarios de equipamientos la contratación de los servicios de terceros para ayudar a realizar modificaciones. Estos cambios fueron respaldados por la Federación de la Oficina Agrícola Estadounidense. En sus recomendaciones para el año 2021, la Biblioteca del Congreso de los Estados Unidos amplió aún más la exención, mediante consideraciones favorables respecto al derecho a reparar para automóviles, embarcaciones, vehículos agrícolas y equipamiento médico, así como sobre modificar las normas precedentes relativas a otros bienes de consumo.
En marzo de 2019, la senadora Elizabeth Warren, como parte de su campaña presidencial, presentó propuestas de legislación en materia de agricultura y declaró su intención de presentar legislación que consolide el derecho a reparar equipos agrícolas, lo que podría ampliarse potencialmente a otros dispositivos electrónicos.
En agosto de 2019, Apple anunció un programa por el cual los talleres de reparación independientes podrían tener la posibilidad de comprar piezas de repuesto oficiales para los productos Apple. Varios operadores se convirtieron en “Autorizados” bajo su Programa de proveedores de reparación independientes, pero muchos operadores de reparación más pequeños evitaron la opción debido a las gravosas cargas jurídicas.
En la década de 2010, la tendencia de reparar uno mismo sus propios dispositivos se extendió desde Europa del Este a Europa Occidental. En julio de 2017, el Parlamento Europeo aprobó recomendaciones para que los Estados miembros aprobasen leyes que otorguen a los consumidores el derecho a reparar sus aparatos electrónicos, como parte de una actualización más amplia de su anterior Directiva Europea sobre Diseño Ecológico de 2009, que instaba a los fabricantes a producir dispositivos de consumo más limpios y eficientes energéticamente. La posibilidad de reparar los dispositivos se considera en estas recomendaciones como un medio para reducir la generación de desechos en el medio ambiente. Con estas recomendaciones, se empezó a trabajar en el establecimiento de una directiva europea que respaldara las recomendaciones y a partir de la cual los Estados miembros aprobarían leyes para apegarse a la misma. Una de las primeras áreas de atención fueron los electrodomésticos, como los refrigeradores y las lavadoras. Algunos se ensamblaban con adhesivos en lugar de sujetadores mecánicos, lo que impedía a los consumidores o a los técnicos realizar reparaciones que no fueran destructivas. El derecho a reparar los electrodomésticos fue un punto de controversia y presión entre los grupos de consumidores europeos y los fabricantes de electrodomésticos. En última instancia, la UE aprobó una legislación en octubre de 2019 que exigía a los fabricantes de electrodomésticos la posibilidad de suministrar piezas de repuesto a los reparadores profesionales durante diez años a partir de la fabricación. La legislación no se ocupó de otros aspectos relacionados con el derecho a reparar y los activistas señalaron que ello seguía limitando la capacidad del consumidor para realizar sus propias reparaciones. Igualmente, Suecia ofrece exenciones fiscales a las personas que reparan sus propios bienes.
La UE también dispone de directivas orientadas hacia una economía circular, cuyo objetivo es reducir las emisiones de gases de efecto invernadero y residuos excesivos por medio del reciclaje y programas diversos. Un borrador de "Plan de Acción para la Economía Circular" de 2020 incluía el derecho a reparar los aparatos electrónicos para los ciudadanos europeos, con el objetivo de permitir a los propietarios de los dispositivos el sustituir las piezas defectuosas en lugar de sustituir el dispositivo entero y reducir así los residuos electrónicos. El Plan de Acción incluía nuevas normas que contribuirían a la consecución del derecho a reparar, tales como puertos de alimentación estándar en los dispositivos móviles.
En el contexto de la pandemia del virus COVID-19, en la que el equipamiento médico pasó a ser crítico para muchos hospitales, iFixit y un equipo de voluntarios trabajaron para publicar y hacer accesible la mayor colección conocida de manuales y guías de servicio para equipamiento médico. Esto fue realizado a partir de información compartida por hospitales, instituciones médicas y sitios web como Frank's Hospital Workshop. Al igual que ocurría con los productos electrónicos de consumo, iFixit había descubierto que algunos de los equipos médicos de precios más elevados utilizaban métodos que dificultaban el mantenimiento no rutinario por parte de los usuarios finales y exigían procesos de reparación autorizados. 
La Iniciativa sobre el Derecho a Reparar de Massachusetts (2020), también conocido como Pregunta 1, se aprobó para actualizar la disposición precedente en materia de reparación de automóviles, con el fin de incluir en ella los datos electrónicos de los vehículos. Antes de que esta pudiera entrar en vigor, en junio de 2023, la Administración Nacional de Seguridad del Tráfico en las Carreteras dio instrucciones a los fabricantes para que ignoraran la ley de Massachusetts de 2020, asegurando que la misma estaba invalidada por la legislación federal, ya que abrir la telemática a otras organizaciones podría hacer que los automóviles fueran más vulnerables a piratas informáticos. (Massachusetts impugna ambas afirmaciones en la demanda).
En mayo de 2021, la Comisión Federal de Comercio (FTC, por sus siglas en inglés) presentó al Congreso un informe titulado “Nixing the Fix” en el que detallaban los problemas relacionados con las políticas de las empresas que limitan las reparaciones de bienes de consumo, considerándolas como infractoras de las leyes comerciales. El informe también propuso las medidas que podrían adoptarse para aplicar mejor esta disposición, incluida la autorregulación por parte de las industrias implicadas, así como la ampliación de la legislación existente, tales como la Ley de Garantía Magnuson-Moss, o la creación de nuevas leyes para dar a la FTC mayores facultades para proteger a los consumidores de las restricciones excesivas en materia de reparación.
En 2021, la administración del presidente Biden emitió una orden ejecutiva dirigida a la FTC y al Departamento de Agricultura para mejorar ampliamente el acceso a la reparación tanto para consumidores como para agricultores. La orden ejecutiva dirigida a la FTC incluía instrucciones para elaborar normas que impidieran a los fabricantes restringir las reparaciones realizadas por propietarios o talleres independientes. Aproximadamente dos semanas más tarde, la FTC votó por unanimidad hacer cumplir el derecho a reparar como parte de su política y tratar de tomar medidas contra aquellas empresas que limiten el tipo de reparaciones que se pueden realizar en talleres independientes.
En noviembre de 2021, Apple anunció que permitiría a los consumidores ordenar piezas y hacer reparaciones en productos Apple, inicialmente con dispositivos iPhone 12 y 13, pero finalmente al ampliar el programa se incluyó a las computadoras Mac. La recepción del programa ha sido mixta, Louis Rossmann el defensor del derecho a reparar, consideró al programa como un paso en la dirección correcta, aunque criticó la omisión de ciertas partes, así como la necesidad de introducir un número de serie antes de ordenar piezas.
En 2021, Francia creó un sistema de puntuación de reparabilidad inspirado en el sistema de puntuación de iFixit. Francia expresó su intención de fusionarlo en un “índice de reparabilidad” que también considere la vida útil esperada de los productos.
En 2022, Apple empezó a permitir a sus clientes reparar baterías y pantallas. Además, Apple también ha impedido que otras empresas reparen o reacondicionen sus productos sin su autorización. Estas medidas han irritado a los consumidores, que consideran que Apple se opone al derecho de reparación 
En 2022, empresas como Framework Computer, Adafruit, y Raspberry Pi, entre otros fabricantes de sistemas informáticos, empezaron a compartir modelos imprimibles en 3D para piezas de repuesto.
El 28 de diciembre de 2022, la gobernadora de Nueva York, Kathy Hochul, promulgó la Ley de Reparación Justa Digital, casi siete meses después de que fuera aprobada por el senado estatal. La ley reconocía el derecho de los consumidores y los reparadores independientes a obtener manuales, diagramas y piezas originales de los fabricantes. No obstante, The Verge, Engadget y Ars Technica señalaron que la propuesta de ley se vio menos vigorosa debido a cambios de última hora que establecían excepciones para los fabricantes de equipos originales. Dicha ley se aplicará a los dispositivos electrónicos vendidos en el estado en 2023. 
En enero de 2023, la empresa John Deere anunció la firma de un memorándum de entendimiento con la Federación de la Oficina Agrícola Estadounidense (AFBF por sus siglas en inglés) por el que se acordó que los agricultores estadounidenses tendrían derecho a reparar sus propios equipos o a que estos sean reparados en talleres independientes de los Estados Unidos. Tanto los consumidores como los talleres de reparación seguirían estando obligados a no divulgar determinados secretos comerciales ni manipular o anular la configuración del control de emisiones, pero tendrán la libertad de realizar las reparaciones que consideren oportunas.
En 2023, tres profesores de comercio advirtieron que las leyes sobre el derecho a reparar, por sí solas, podrían tener consecuencias no deseadas, como incentivar a las empresas a fabricar productos más baratos y menos reparables o duraderos, o aumentar el precio de venta inicial de los productos.
La Oficina de Derechos de Autor de EE. UU., como parte de la revisión trienal de las exenciones de la Ley de Derechos de Autor del Milenio Digital, aprobó una exención para eludir los controles técnicos de los equipos comerciales de preparación de alimentos al por menor con fines de reparación y mantenimiento. Como es sabido, la imposibilidad de reparar dichos equipos por parte de terceros había sido la causa de que numerosas máquinas de helados de McDonald's estuvieran fuera de servicio, ya que el fabricante, Taylor Company, sólo se permitía a sí mismo reparar dichas máquinas.

## Legislación promulgada

### Estados Unidos
| Estado        | Ley | Proyecto de ley                                                                                          | Fecha de entrada en vigor |
| ------------- | --- | --- | ------------------------- |
| California    | [./Https://leginfo.legislature.ca.gov/faces/codes_displayText.xhtml%3FlawCode=PRC&division=30.&title=&part=3.&chapter=8.6. Código de Procedimiento Penal § 42488–42488.3] | [./Https://leginfo.legislature.ca.gov/faces/billNavClient.xhtml%3Fbill_id=202320240SB244 2023–24 SB 244] | 1 de julio de 2024        |
| Colorado      | CRS § 6-1-1501 – 6-1-1505 | [./Https://leg.colorado.gov/bills/hb23-1011 HB23-1011]                                                   | 1 de enero de 2024        |
| Colorado      | CRS § 6-1-1501 – 6-1-1505 | HB24-1121                                                                                                | 1 de enero de 2026        |
| Massachusetts | | Derecho reparar automóviles                                                                              |                           |
| Massachusetts | | Pregunta 1 de Massachusetts de 2020                                                                      | Por determinarse          |
| Minnesota     | [./Https://www.revisor.mn.gov/statutes/cite/325E.72 Estadística de Minnesota.] [./Https://www.revisor.mn.gov/statutes/cite/325E.72 § 325E.72]                             | [./Https://www.revisor.mn.gov/bills/bill.php%3Fb=senate&f=sf2744&ssn=0&y=2023 2023 SF 2744]              | 1 de julio de 2024        |
| Nueva York    | | Ley de reparación justa digital                                                                          | 1 de julio de 2023        |
| Oregón        | Por determinarse | [./Https://olis.oregonlegislature.gov/liz/2024R1/Measures/Overview/SB1596 2024 SB1596]                   | 1 de julio de 2027        |

Adoptada el 30 de mayo de 2024, la Directiva de la Unión Europea sobre el Derecho a Reparar exige a los fabricantes la obligación de ofrecer servicios de reparación eficientes y asequibles, así como de garantizar que los consumidores conozcan sus derechos a reparar. Anteriormente, el derecho a reparar en la UE estaba regulado por la Directiva de Venta de Bienes y por los distintos Reglamentos de la Comisión sobre productos específicos previstos en la Directiva de EcoDiseño (Directiva 2009/125/CE).